# Ващенко-Захарченко, Михаил Михайлович
Михаи́л Миха́йлович Ва́щенко-Заха́рченко (1852—1910) — русский публицист монархического толка, ближайший сторонник Д. И. Пихно, редактор газеты «Киевлянин» в 1907—1910 годах, помощник библиотекаря Императорского Университета Св. Владимира.

## Биография
Из потомственных дворян. Родился в деревне Малеевке Золотоношского уезда Полтавской губернии. Сын профессора М. Е. Ващенко-Захарченко от первого брака.
По окончании Киевского кадетского корпуса поступил в Михайловское артиллерийское училище. Пробыв в училище около года, поступил в Нежинский лицей кн. Безбородко, откуда перешел в университет св. Владимира на физико-математический факультет, который и окончил со степенью кандидата математических наук. Ещё будучи студентом побывал во многих странах Западной Европы.
В 1887 году был назначен помощником библиотекаря университета св. Владимира и оставался в этой должности до конца своей жизни. Обладал очень хорошей памятью и детально знал книжный состав университетской библиотеки. Имел и собственную библиотеку, преимущественно из книг по математике, истории и географии.
С 1884 года работал в редакции газеты «Киевлянин», руководил ею во время отлучек Д. И. Пихно из Киева, а в 1907 году, с назначением последнего членом Государственного совета, стал официальным редактором «Киевлянина». В 1910 году продолжал руководить газетой несмотря на болезнь и оставил редакционную работу только под влиянием тяжелого недуга.
Скончался 9 ноября 1910 года в Киеве после длительной болезни. Похоронен на Байковом кладбище. Был женат.